# 愛瑪 (小說)
《爱玛》，是英國小說家珍·奧斯汀的喜剧小說。1815年12月首次出版。在首页作者写到爱玛“漂亮、聪明、富有”但颇“娇纵”。奥斯丁自认为这位主人公“只有我自己会很喜欢”。但事实上《爱玛》是奥斯丁最受欢迎、评价最高的小说之一。

## 內容簡介
故事发生在英国摄政时期，爱玛·伍德豪斯与体弱的父亲住在乡间大宅，她年轻、漂亮、富有，甚麼也不缺。爱玛的姐夫的兄弟奈特利先生是她的鄰居，是位十足的紳士，爱玛視他亦兄亦友。
由於不愁经济，爱玛完全不急于结婚，倒是更有兴趣做红娘。她的老朋友、家教老師泰勒小姐结婚后，爱玛若有所失，但很快找到了新的朋友──哈丽叶·史密斯，一位漂亮溫柔、但不怎麼理性的女孩，她完全聽爱玛指揮。於是爱玛便充分发挥自己对哈丽叶的影响力，首先勸她拒絕愛人農夫馬丁的求婚、繼而怂恿她亲近殷勤的牧師埃尔顿先生。然而事情的发展出乎爱玛意外，埃尔顿先生的目标其实是她本人。爱玛气愤地拒绝了埃尔顿先生的求婚，而哈丽叶则白白伤心了一场。
青年绅士弗兰克·丘吉尔的到来使爱玛的社交圈又增色不少。弗兰克与爱玛门当户对，爱玛似乎也对他另眼相看。埃尔顿先生結婚了，新婚夫婦雙雙歸來，爱玛非常討厭粗俗自大的埃爾頓太太。弗兰克救了哈丽叶一次之后，爱玛觉得可以把他跟哈丽叶凑作一对。然而这一次爱玛又失算了：弗兰克原来早已与孤女简·菲尔费克斯定下终身，而哈丽叶暗中恋慕的绅士竟然是始终守护在爱玛身边的好友奈特利先生。大吃一惊的爱玛发现自己早已爱上了奈特利先生，好在奈特利先生对爱玛也钟情已久，两人终成眷属，而哈丽叶也终于回到了最初的恋人身边。

## 主要角色
- 爱玛·伍德豪斯（Emma Woodhouse），小说的主人公，21岁的富家小姐，漂亮聪明生机勃勃，稍稍有些娇纵。她立誓不嫁，只想着为别人牵红线。不过在故事的最后，她意识到自己已经爱上了一直以来默默守护她的好友奈特利先生。
- 奈特利先生（Mr George Knightley）。37岁的单身绅士，爱玛姐夫的兄长，严肃而充满理性。他是少数能看到爱玛的缺点的人。爱玛会以他为标准来衡量其他男子，而他也一直默默爱着爱玛。
- 弗兰克·丘吉尔（Mr Frank Churchill），人见人爱的青年绅士，喜爱音乐和舞会，个性和家境都很好，与爱玛门当户对。只有奈特利先生不太喜欢他，认为他不够成熟。奥斯丁其他小说中也有类似的角色，如《傲慢与偏见》中的韦翰和中的威洛比。
- 简·菲尔费克斯（Jane Fairfax），贝茨小姐的侄女。是个孤儿，但优雅有礼，很有音乐才华，甚至让爱玛觉得有点嫉妒。
- 哈丽叶·史密斯（Harriet Smith），年轻漂亮但是没什么头脑的姑娘。她是私生子，在附近的寄宿学校毕业后留职，爱玛自充是她的保护人，鼓动她拒绝了青年农民马丁，而寄希望于埃尔顿先生的垂青。然而事实证明那只是一厢情愿。最后，哈丽叶还是与马丁结婚了。
- 菲利浦·埃尔顿（Philip Elton），外表和善实则野心勃勃的年轻牧师。爱玛原本想撮合他与哈丽叶，发现结果埃尔顿的目标是她本人。而遭到爱玛的拒绝后，埃尔顿很快又找到了另一位有钱的结婚人选。
- 奥古斯塔·埃尔顿（Augusta Elton），菲利浦的妻子。矫揉造作自命不凡。爱玛很不喜欢她。
- 韦斯顿太太（Mrs Weston），婚前叫做泰勒小姐（Miss Taylor)。做了16年爱玛的家庭教师，也是她的好友。
- 贝茨小姐（Miss Bates），伍德豪斯先生的好友，一位好心但头脑简单的老处女。爱玛言行间常流露出对她的轻蔑。后来奈特利先生指出了这一点让爱玛非常羞愧。

## 主题
爱玛是奥斯丁小说中唯一不需要为经济问题犯愁的女主角，这也是她宣称不想结婚的原因。而奥斯丁的其他小说中，婚姻往往是女主角孜孜以求的重中之重。爱玛的富有使得这部小说比《理性與感性》、《傲慢与偏见》等其他早期小说格调更为轻快。当然，书中也不乏经济窘迫的待嫁淑女，例如简·菲尔费克斯。
爱玛似乎对浪漫的爱情和迷人的异性天生免疫。奥斯丁的其他女主角，比如伊丽莎白·班奈特和玛丽安·达什伍德在找到自己的真命天子之前都对不恰当的人选动心过，而爱玛对埃尔顿和弗兰克都没什么浪漫想法，对哈丽叶的爱情生活也总是误判，直到哈丽叶说出对奈特利先生的倾慕之情后她才恍然悟到自己的爱情。
爱玛与奥斯丁的其他女主角们也有共通之处：都是聪明伶俐，出身良好的年轻女性，但是不得不困于狭小的社会生活。这也反映了奥斯丁本人的生活状况。

## 中文譯本
本部小說中譯書名有《艾瑪》、《愛瑪》、《愛瑪姑娘》等，以《愛瑪》為較多譯者所沿用
- 《愛瑪》，夏穎慧譯，臺北志文出版社，1988年
- 《愛瑪姑娘》，張經浩譯，臺北國際村出版，1997年
- 《艾瑪》，易林譯，臺中三久出版，1997年
- 《愛瑪》，劉重德譯，臺北志文出版社，2005年
- 《艾瑪》，許怡貞譯，臺北高寶國際出版，2006年12月
- 《艾瑪》，鄭彥谷譯，臺北聯經出版，2009年12月
- 《愛瑪》，林劭貞譯，臺中好讀發行，2011年3月
- 《愛瑪》，林劭貞譯，臺北馬可孛羅文化出版，2014年8月
- 《艾瑪》，羅斯壯、王傳明譯，臺北寂天文化出版，2016年3月

## 改编作品
- 1972：《爱玛》（BBC电视剧），多拉·格德温（Doran Godwin）主演
- 1995：《独领风骚》（Clueless），改编为现代校园剧，艾丽西娅·西尔维斯通（Alicia Silverstone）主演
- 1996：《爱玛》电影，格温妮丝·帕特罗主演
- 1996：《爱玛》（ITV电视剧），凯特·贝金塞尔主演
- 2009：《爱玛》（BBC电视剧），罗莫拉·加莱（Romola Garai） 主演[1]
- 2020：《艾瑪.》電影，安雅·泰勒-喬伊主演

## 外部連結
- 《爱玛》的主题和潜藏的奴隶制意旨（An examination of Emma's theme and its slavery subtext）
- 《爱玛》年表 （页面存档备份，存于）
- Emma - 古腾堡计划
- 《爱玛》英文版在线阅读 （页面存档备份，存于），Ye Olde Library （页面存档备份，存于）
- 《爱玛》英文版文本和音频 （页面存档备份，存于）
- 《爱玛》英文版音频， LibriVox